# Illa de Cornwallis
|  | Per a altres significats, vegeu «illa de Cornwallis (Shetland del Sud)». |

Cornwallis és una de les illes de l'arxipèlag de la Reina Elisabet, a l'Arxipèlag Àrtic Canadenc, a la regió de Qikiqtaaluk, al territori autònom de Nunavut del Canadà. L'illa va ser descoberta per Sir William Edward Parry el 1819, durant la seva segona expedició àrtica de 1819-1820 en busca del pas del Nord-oest. Parry va batejar l'illa en honor de l'almirall de la Royal Navy Sir William Cornwallis.

## Geografia
L'illa de Cornwallis es troba al nord del tram final de l'estret de Lancaster, a l'oest de l'illa Devon, de la qual la separen les aigües del canal Wellington, de 28 km d'amplada; i a l'est de l'illa Bathurst, separada per l'estret de McDougall, de també 28 km d'amplada. A l'altra banda del canal de Parry es troben, al sud illa Somerset (a uns 54 km), i al sud-oest, illa del Príncep de Gal·les, a 110 km.
L'illa té una forma arrodonida, amb una longitud màxima en direcció SN de 115 km i una amplada màxima d'uns 95 km. Amb una superfície de 6.995 km², cosa que la converteix en la 8a més gran de l'arxipèlag, la 21a del Canadà i la 96a del món.
L'illa és en general plana, encara que hi ha importants penya-segats a la costa oriental.
L'illa està habitada, sent l'únic assentament Qausuittuq, a la costa meridional, la segona comunitat més septentrional del Canadà. Disposa d'aeroport que serveix de centre de comunicacions per a les illes àrtiques centrals de Nunavut.

## Fauna
A Cornwallis hi ha colònies microbiològiques d'hipòfils, que tenen tendència a viure sota les roques.